# إيرني ريد
إيرني ريد (بالإنجليزية: Ernie Reid)‏ هو لاعب اتحاد الرغبي أسترالي، (و. 1905  م).